# Виталий Севастянов
Вита́лий Ива́нович Севастянов (на руски: Вита́лий Ива́нович Севастья́нов; 8 юли 1935, Красноуралск, Свердловска област – 5 април 2010, Москва) е летец-космонавт на СССР.
Той е 2 пъти герой на Съветския съюз (1970, 1975), кандидат на техническите науки (1965), заслужил майстор на спорта на СССР (1970), депутат в Държавната дума на Федералното събрание на Русия (1993 – 2007), член на фракцията на Комунистическата партия на Руската федерация (КПРФ), спортен деятел, шахматен функционер и съдия.

## Биография
Роден е в гр. Красноуралск, Свердловска област на 8 юли 1935 г. Семейството му се преселва в Сочи през 1945 г. Завършва със златен медал средно училище № 9 „Николай Островски“ в Сочи (1953) и Московския авиационен институт „Серго Орджоникидзе“ (1959).
Започва работа като инженер в 9-и отдел на конструкторското бюро „ОКБ-1“ на Сергей Корольов. През 1964 г. защитава дисертация и получава научната степен кандидат на техническите науки.

## Позготовка за космоса
През януари 1967 г. е зачислен в групата на гражданските специалисти № 3 изпитатели, а през май 1968 – в отряда на космонавтите. От февруари 1967 до февруари 1969 г. Севастянов е в състава на един от първите „лунни“ екипажи (заедно с Павел Попович) и преминава подготовка по програмата за обиколка (УР-500К—Л1) и кацане (Н1-ЛЗ) на Луната. След закриването на „лунната“ програма, от февруари пд октомври 1969 г., минава подготовка за полети на кораби тип „Союз“ по програмата за полет на три кораба със скачване като бординженер на основния екипаж, (заедно с Андриан Николаев). От 13 до 18 октомври 1969 г., по време на полета на космическия кораб „Союз-8“, е дубльор на Алексей Елисеев. От януари до май 1970 г. минава подготовка като бординженер на основния екипаж на космическия кораб „Союз“ по програмата на автономния продължителен полет, (заедно с А. Николаев).

## Полет със „Союз-9“
На 1 до 19 юни 1970 г. Севастянов извършва своя първи космически полет с космическия кораб „Союз-9“ (заедно с А. Николаев). Програмата на полета включвала обширен комплекс от научно-технически и медико-биологически изследвания и експерименти. Екипажът на кораба поставя световен рекорд за продължителност на престоя в космоса – 17 денонощия 16 часа 58 минути 55 секунди.
По време на полета се провежда първата в света шахматна партия, като едната играеща страна се намира в космоса, а другата е на Земята. Партията продължава около 6 часа, тъй като ходовете могат да се правят само в сеансите, когато корабът е над СССР. Срещата завършва наравно.
След първия полет, белязан с много тежка реадаптация на космонавтите, инструктор-космонавт-изпитател (от юли 1970 г.) Севастянов продължава тренировките в отряда на космонавтите. От септември 1970 до март 1971 г. той минава подготовка като бординженер на четвъртия (резервен), а от май 1971 до юни 1971 г. на третия (резервен) екипаж за полета на орбиталната станция „Салют“ (заедно с Анатолий Воронов и Георгий Доброволски, от февруари 1971 с Алексей Губарев). От 6 до 30 юни 1971 г. той, заедно с А. Губарев и А. Воронов минава подготовка като бординженер на втория екипаж на кораба „Союз-11“ по програмата на втората експедиция на орбиталната станция „Салют“, дубльор е на Владислав Волков. През август 1971 г. екипажът е разформирован поради прекратяване експлоатацията на станцията „Салют“ след гибелта на екипажа на кораба „Союз-11“.
От октомври 1971 до юли 1972 г. Севастянов преминава подготовка за полети на ДОС-2 като бординженер на четвъртия (резервен) екипаж, (заедно с Пьотър Климук), но станцията не излиза на орбита поради авария на ракетата-носител. От октомври 1972 до април 1973 г. преминава подготовка за полет на орбиталната станция „Космос-557“ като бординженер на четвъртия (резервен) екипаж (заедно с П. Климук), но и тази станция е загубена заради отказ в системата на управление.
От декември 1973 до май 1974 г. Севастянов преминава подготовка за полети на орбиталната станция „Салют-4“ като бординженер на третия (резервен) екипаж (заедно с П. Климук). От януари до март 1975 г. преминава подготовка като бординженер на втория (дублиращ) екипаж за полет на същата станция (отново с П. Климук). На 5 април 1975 г. по време на полета на космическия кораб „Союз-18-1“ е дубльор на Олег Макаров. Назначен е за бординженер на основния екипаж по програмата на втора експедиция на орбиталната станция „Салют-4“. Полетът протича от 25 май до 26 юли 1975 г. с кораба Союз 18.

## Полет със „Союз-18“
От 24 май до 26 юли 1975 г. извършва втори полет в космоса на борда на космическия кораб „Союз-18“ на орбиталната станция „Салют-4“. По време на полета е изпълнен голям комплекс от изследвания и експерименти. Продължителността на полета е 62 денонощия 23 часа 20 минути.
След втория полет Севастянов продължава тренировките в отряда на космонавтите. От януари 1977 до февруари 1979 г. той е командир на отряда космонавти-изпитатели на НПО „Енергия“, оставайки един от тях. Включва се в съставите на екипажи, преминава подготовка за полети на орбиталната станция „Салют-6“. От 1983 до февруари 1984 г. Севастянов преминава подготовка като бординженер на резервния екипаж по програмата на посетителска експедиция на орбиталната станция „Салют-7“ (заедно с Александър Викторенко и до ноември 1983 г., Римантас Станкявичус).
От април 1985 г. Севастянов работи като заместник-началник на отдел в НПО „Енергия“. През 1988 г. започва подготовка в състава на групи космонавти по програмата на продължителен полет на орбиталния комплекс „Мир“. От февруари до септември 1989 г. – като бординженер на резервния екипаж (заедно с Виктор Афанасиев и Р. Станкявичу), от септември 1989 до февруари 1990 г. – като бординженер на резервния екипаж на космическия кораб „Союз ТМ-9“ по програмата на шеста основна експедиция на орбиталния комплекс „Мир“ (заедно с В. Афанасиев).
От март 1990 г. Севастянов преминава подготовка като бординженер на дублиращия екипаж на космическия кораб „Союз ТМ-10“ по програмата на седма основна експедиция на орбиталния комплекс „Мир“ (заедно с В. Афанасиев). Междувременно през юни 1990 г. по заключенията на лекарите на Севастянов е наложено ограничение на продължителността на полетите. Тъй като кратковременни полети на орбиталния комплекс „Мир“ по онова време няма, Севастянов е отстранен от подготовка за полети.
| Космически полети на Виталий Севастянов                           | Космически полети на Виталий Севастянов | Космически полети на Виталий Севастянов | Космически полети на Виталий Севастянов | Космически полети на Виталий Севастянов |
| №                                                                 | Дата                                    | КК                                      | Функции                                 | Продължителност                         |
| ----------------------------------------------------------------- | --------------------------------------- | --------------------------------------- | --------------------------------------- | --------------------------------------- |
| 1                                                                 | 1 юни 1970                              | „Союз 9“                                | Бординженер                             | 17 денонощия 16 часа 58 мин 55 сек.     |
| 2                                                                 | 24 май 1975                             | „Союз 18“                               | Бординженер                             | 62 денонощия 23 часа 20 мин 8 сек.      |
| Сумарно време в космоса – 80 денонощия 16 часа 19 минути и 3 сек. |                                         |                                         |                                         |                                         |

На 30 декември 1993 г. Виталий Севастянов напуска НПО „Енергия“ и отряда на космонавтите и преминава на работа в Държавната дума на Руската федерация.
Автор е на 6 изобретения и откритие, избран е за академик от много международни и чуждестранни академии, включително Международната академия по астронавтика.
Виталий Севастянов почива на 75-годишна възраст в Москва след тежко и продължително боледуване на 5 април 2010 г. Погребан е на Останкинското гробище на 8 април до гроба на съпругата си.

## Обществено-политическа дейност
- През 1976 г. е делегат на XXV конгрес на КПСС.
- Член на Експертния съвет на Международния благотворителен фонд „Меценати на столетието“.
- От 1989 г. В. Севастянов активно се включва в политиката.
- От март 1990 до октомври 1993 г. е народен депутат от РСФСР, избран от национално-териториален окръг 73 (Свердловска област) от фракцията „Комунистите на Русия“ в блок „Руско единство“. Член на Върховния съвет на РСФСР.
- Избиран за депутат на изборите през 1993, 1995, 1999, 2003 година.

## Спортна дейност
Виталий Севастянов е страстен шахматист. През 1985 г. е удостоен със званието международен съдия по шахмат.
По време на първия му космически полет през 1970 г. участва в първата в света шахматна партия между Космоса и Земята.
През периодите 1977 – 1986 и 1988 – 1989 г. заема поста председател на Шахматната федерация на СССР.
В родния му град Красноуралск, Свердловска област от 2004 г. се провежда всеруски турнир по самбо за наградата на Виталий Севастянов. Тези турнири са включени в календара на Руската федерация по самбо.

## Почетни звания и награди
- 2 пъти Герой на Съветския съюз (Укази на Президиума на Върховния Съвет на СССР от 3 юли 1970 и 27 юли 1975)
- Орден „Ленин“ (два)
- Медал „За доблестен труд. За отбелязване 100-годишнината от рождението на В. И. Ленин“ (1970)
- Орден на Православната църква „Преподобен московски княз Данаил“ II степен (2000)
- Златен медал „К. Е. Циолковски“ на АН на СССР
- Златен медал „Ю. Гагарин“
- Златен медал „За заслуги в развитието на науката и пред човечеството“ (Чехословакия)
- Медал „Човек и космос“ (ФРГ)
- Почетен диплом „В. Комаров“ и медал „Де Лаво“ (ФАИ)
- Носител на Държавна награда на СССР (1978)
- Носител на Държавна награда на Естонска ССР (1979)
- Летец-космонавт на СССР (1970)
- Заслужил майстор на спорта на СССР (1970)
- Почетен гражданин на Калуга, Красноуралск, Сочи, Орск, Анадир (Русия), Караганда, Аркалик (Казахстан), Варна (България), Лос Анджелис, Хюстън, Сиатъл, Сан Франциско (САЩ)
- На 8 юли 2005 г. в Сочи в градския парк „Ривиера“ на алеята на космонавтите е открит бюст по случай 70-годишнината на В. Севастянов.
- Медал на ЦК на КПРФ „90 години Велика Октомврийска социалистическа революция“